# Draba aprica
Draba aprica là một loài thực vật có hoa trong họ Cải. Loài này được Beadle mô tả khoa học đầu tiên năm 1913.